# 杨溪河 (武江)
杨溪河，流经中华人民共和国广东省乳源瑶族自治县北部，是武江右岸支流，发源于乳源县五指山老鹏顶，东北流经乳源县大桥镇、必背镇，于桂头镇杨溪村（原杨溪乡）汇入武江。河长64千米，河道比降11.5‰，流域面积498平方千米。年均径流量4.138亿立方米。下游必背镇所产鲥鱼在唐朝曾为贡品。